# 아와카와시마역
아와카와시마역(일본어: 阿波川島駅)은 일본 도쿠시마현 요시노가와시에 위치한 시코쿠 여객철도 도쿠시마 선의 철도역이다. 역 번호는 B11이며, 단선 · 섬식의 형태를 갖춘 2면 3선 구조의 복합 승강장을 가진 지상역이다.

## 타는 곳
| 1 | ■ 도쿠시마 선 | 하행   | 아나부키 · 아와이케다 방면 |
| 2 | ■ 도쿠시마 선 | 상행   | 가모지마 · 도쿠시마 방면   |
| 3 | ■ 도쿠시마 선 | 대피선 | 대피선                     |

## 이용 현황
| 연도     | 하루 평균 | 연도     | 하루 평균 |
| 1995년도 | 676       | 2003년도 | 514       |
| 1996년도 | 703       | 2004년도 | 527       |
| 1997년도 | 660       | 2005년도 | 522       |
| 1998년도 | 669       | 2006년도 | 559       |
| 1999년도 | 650       | 2007년도 | 546       |
| 2000년도 | 607       | 2008년도 | 571       |
| 2001년도 | 568       | 2009년도 | 534       |
| 2002년도 | 534       | 2010년도 | 530       |
| -------- | --------- | -------- | --------- |

## 역 주변
- 가와시마성
- 요시노가와 간이 재판소
- 요시노가와 시 가와시마 법무 종합 청사
- 요시노가와 시 가와시마 합동 청사

## 인접 역
| 시코쿠 여객철도             | 시코쿠 여객철도 | 시코쿠 여객철도                   |
| --------------------------- | --------------- | --------------------------------- |
| B 09 가모지마 도쿠시마 방면 | 특급 '쓰루기산' | 아와야마카와 B 14 아와이케다 방면 |
| B 10 니시오에 사코 방면     | 보통            | 가쿠 B 12 쓰쿠다 방면             |